# Koseze, Ilirska Bistrica
Koseze este o așezare pe malul stâng al râului Reka, la sud-vest de Ilirska Bistrica, în regiunea slovenă Carniola Interioară (Notranjska).
Bisericuța localității este închinată Mariei Magdalena și ține de parohia Ilirska Bistrica.

## Istoric
În iunie 1991, în timpul Războiului de Zece Zile, unități ale Apărării Teritoriale Slovene (STO) au lansat la Koseze un atac împotriva coloanelor de tancuri ale Armatei Populare Iugoslave (JNA).